# 134088 Brettperkins
134088 Brettperkins è un asteroide della fascia principale. Scoperto nel 2004, presenta un'orbita caratterizzata da un semiasse maggiore pari a 2,9251132 UA e da un'eccentricità di 0,2568022, inclinata di 7,63115° rispetto all'eclittica.